# 人口論
《人口論》（英語：An Essay on the Principle of Population）首先於1798年匿名發表，後得知其作者為人口學家托马斯·罗伯特·马尔萨斯。该书警告，若人口数量以指数形式增长而粮食生產以线性增长的情况下，除非出生率下降，否则二者的差距将导致粮食匮乏和饥荒。

## 基本思想
人口學原理的基本思想是：
1. 如沒有限制，人口是指數增長（即指數：2，4，8，16，32，64，128等）。
2. 而食物供應呈现等差（即：1，2，3，4，5，6，7等）增長。
3. 食物為人類生存的最重要之條件。
4. 只有自然原因（事故和衰老），災難（戰爭，瘟疫，及各類饑荒），道德限制和罪惡（馬爾薩斯所指包括殺嬰，謀殺，節育和同性戀）能夠限制人口的過度增長。

馬爾薩斯注意到許多人誤用他的理論，痛苦地闡明他沒有僅僅預測未來的大災難。他辯解道，「......週期性災難持續存在的原因自人類有史以來就已經存在，目前仍然存在，並且將來會繼續存在，除非我們的大自然的物理結構發生決定性的變化。」因此，馬爾薩斯認為他的《人口論》是對人類過去和目前狀況的解釋，以及對我們未來的預測。
人口論的論點為糧食增加僅會呈等差數列，而人口的增加卻會呈現等比數列。所以他覺得人類必須顧慮食物的缺乏，而減少結婚的預防限制，以及受現實窮困的折磨、對已生人口所加壓迫積極限制。